# 뉴 오클라호마시티 아레나
뉴 오클라호마시티 아레나(영어: New Oklahoma City Arena)은 미국 오클라호마주 오클라호마시티에 위치한 실내 경기장이다. 2028년 NBA 오클라호마시티 선더의 홈경기장으로 사용할 예정이다. 새 경기장은 페이콤 센터(영어: Paycom Center) 길 건너편에 있는 과거 콕스 컨벤션 센터(영어: Cox Convention Center)였던 프레리 서프 스튜디오(영어: Prairie Surf Studios)의 시 소유 부지에 건설될 것이다.